# Melabua
Melabua ist ein osttimoresischer Ort im Suco Vatuvou (Verwaltungsamt Maubara, Gemeinde Liquiçá). Er liegt im Südwesten der Aldeia Bouraevei in einer Meereshöhe von 668 m. Eine Straße durchquert Melabua. Sie führt nach Süden in den Nachbarort Manuquibia und nach Norden in den Ort Bouraevei und weiter nach Maubara.